# Henri Louis d'Aloigny
Henri Rochefort, francoski maršal, * 1625, † 1676.